# 枯れ葉 (映画)
『枯れ葉』（かれは、フィンランド語: Kuolleet lehdet）は、アキ・カウリスマキ脚本・監督による2023年のフィンランド・ドイツ合作の恋愛・コメディドラマ映画。
カウリスマキの20本目の長編映画であり、2017年に発表した映画監督からの引退を事実上撤回した復帰作でもある。当初三部作として構想されていた『パラダイスの夕暮れ』（1986年）、『真夜中の虹』（1988年）、『マッチ工場の少女』（1990年）から成る『労働者』シリーズの続編である。主演はアルマ・ポウスティとユッシ・ヴァタネンである。製作はスプートニクとブフォが行った
プレミア上映は2023年5月22日に第76回カンヌ国際映画祭で行われ、コンペティション部門でパルム・ドールを争い、審査員賞を受賞した。フィンランドでは2023年9月15日に公開された。批評家からの評価は高く、ナショナル・ボード・オブ・レビューからは2023年の国際映画トップ5に選ばれた。第96回アカデミー賞国際長編映画賞にはフィンランド代表作として出品され、最終選考15作品に残った。

## ストーリー
ヘルシンキに住む独身女性・アンサ（フィンランド語で「罠」の意味)は、スーパーマーケットでゼロ時間契約者として商品の陳列に明け暮れていた。ある晩、同僚の女友達たちとカラオケ(伴奏で歌う)パブに出かけたアンサは、工場で働く孤独な労働者ホラッパと目が合うが、互いに声はかけられなかった。
賞味期限切れのパンを持ち帰ろうとして見つかり、解雇されるアンサ。新たな仕事はカラオケパブの皿洗いだった。初の給料日にアンサが出勤すると、バーのオーナーは麻薬密売で逮捕されていた。金のないアンサに声をかけ映画に誘うホラッパ。電話番号は教えたが、名前は告げずに別れるアンサ。しかし、ホラッパは番号の紙片を失くし、夜ごと映画館の前でアンサを待ち続けた。
アルコール検査で依存症だとバレて工場を解雇されるホラッパ。アンサとはすれ違いの日が続き、ホラッパは建設現場で働きだした。別の工場に職を得たアンサは、ある晩、ようやくホラッパと巡り合った。
ホラッパを自宅に招き食事を振る舞うアンサ。だが、家族の飲酒で苦労したアンサは、隠れてポケット瓶から飲むホラッパに怒り、家から追い出した。
酒を絶ち、断酒の会にも通うホラッパ。君のためだと電話を受けて家に呼ぶアンサ。だが、ホラッパは現れなかった。数日後、ホラッパの友人から彼がトラムにはねられ意識不明で入院中だと聞くアンサ。
毎日、仕事帰りに病院で眠っているホラッパに雑誌を読み聞かせるアンサ。ついにホラッパは目覚め、アンサと共に松葉杖で退院して行った。

## キャスト
- アンサ - アルマ・ポウスティ（英語版）
- ホラッパ - ユッシ・ヴァタネン（英語版）
- ヌオタリ - ヤンネ・フーティアイネン（フィンランド語版）
- リーサ - ヌップ・コイヴ
- 鉄工所の上司 - マッティ・オンニスマー
- ネットカフェの店員 - シーモン・アル＝バズーン
- アンサの上司 - マルティ・スオサロ（英語版）
- 移動式住居の男性 - サカリ・クオスマネン（英語版）
- 高等看護師 - マリア・ヘイスカネン（英語版）
- トーニャ - アリナ・トムニコフ
- 犬のチャップリン - 犬のアルマ[13]
- 本人役 - マウステテュトット（英語版）
- ユホ・クオスマネン[14]
- シェルワン・ハジ（英語版）[14]

## 製作
『枯れ葉』はスプートニク・オイとブフォが製作し、ドイツ企業のパンドラ・フィルムが協力した。また製作はフィンランド映画財団、フィンランド国営放送株式会社、ZDF/ARTE、ARTE G.E.I.E、ドイツ映画支援機構、映画・メディア財団NRWの支援を受けた。
撮影は2022年8月にヘルシンキのカリオで開始された。撮影監督はティモ・サルミネンが務めた。製作は「ワンテイク」で、「リハーサルをせず、脚本を読み込みすぎない」というカウリスマキの典型的なスタイルで行われたとポウスティが証言している。
映画の時代設定は不明確であり、別の現実が舞台になっているとも言われている。映画の中に映っている壁掛けカレンダーは2024年秋を示しているが、ラジオでナレーションされているニュースは2022年のロシアのウクライナ侵攻の初期の出来事である。映画の世界では真空管ラジオ、固定電話、旧式の列車などが使われている。またジム・ジャームッシュの『デッド・ドント・ダイ』、デヴィッド・リーンの『逢びき』、チャーリー・チャップリンの『ライムライト』などの映画作品への言及もいくつか含まれている。主演のアルマ・ポウスティは「この映画は荷物を抱えた孤独な人々が人生の後半で出会う物語だ。人生の後半で恋に落ちるのは勇気がいる」と説明した。また悲喜劇であると評されている。
歌が多く使われている本作だが、竹田の子守歌には大月書店に勤務していたフィンランド在住の日本人男性篠原敏武もコーラスに参加しており、篠原はカウリスマキのラヴィ・ド・ボエームのエンディングにも参加している。

## 公開
『枯れ葉』は第76回カンヌ国際映画祭でパルム・ドールを競うコンペティション部門に選出され、2023年5月22日にそこでワールド・プレミアが実施された。国際セールスはザ・マッチ・ファクトリーが取り仕切った。2023年5月、ムビが北アメリカ、イギリス、アイルランド、ラテンアメリカ、トルコでの配給権を獲得した。アメリカ合衆国では2023年11月17日に公開された。
2023年6月17日にミッドナイト・サン映画祭で上映された。また2023年8月10日に第27回リマ映画祭のアクレイムド部門で上映された。その後、第48回トロント国際映画祭や2023年ニューヨーク映画祭でも上映された。
ドイツではパンドラ・フィルム配給により2023年9月14日に公開された。フィンランドではBプラン・ディストリビューション配給により2023年9月15日に公開された。日本では2023年11月12日にフィンランド映画祭2023で先行上映された後、2023年12月15日に一般公開された。
他に第28回釜山国際映画祭の「アイコン」部門に選出され、2023年10月6日に上映された。

## 評価

### 批評家の反応
Rotten Tomatoesでは139件の批評に基づいて支持率は98%、平均点は8.3/10と示され、「悲運の恋人たちの風変わりな物語である『枯れ葉』はフィンランドの映画製作者のカウリスマキによる人生を肯定する珠玉作品である」とまとめられた。Metacriticでは30件の批評に基づいて加重平均値は86/100と示された
カンヌでのプレミア上映後にこの映画を評した『ガーディアン』のピーター・ブラッドショーは「ロマンチックで甘美で、感情を損なったり皮肉ったりすることのない無表情なスタイルで、現代政治について鋭いことを語っている」と書いた。『RogerEbert.com』のグレン・ケニーはこの映画に4ツ星満点を与え、「1時間20分という尺だが、この映画は従来の物語を貫く魂のロマンスだ」と評した。『タイム』誌はこの映画が「静かな傑作」であり、カウリスマキの最高傑作かもしれないと評した。
アメリカ合衆国の映画製作者のディーン・フライシャー・キャンプはこの映画を賞賛し、「カウリスマキは疎外された人々が基本的なもの（食料、住居、尊厳、愛）を求めて奮闘する真摯な物語を伝えている。しかし映画そのものは骨太のコメディであり、主人公たちの不幸を、少なくとも彼らに関心を示さない世界の不条理を笑うように促している。そしてカウリスマキはこのような同情的な負け犬たちを冷静沈着な筆致で描くことで、私たち観客に最高の感動を呼び起こさせる。照明が点くと、私は共感と誠実さに向かって先鋭化し、自分の中の皮肉やポップカルチャーが好む自己防衛的な姿勢である皮肉な構えに対して武器を取る準備ができたように感じる」と述べた。
2023年8月、国際批評家連盟FIPRESCIの年間最優秀作品に選出された。
『枯れ葉』は『タイム』の2023年のベスト映画10で1位、『カイエ・デュ・シネマ』の2023年のトップ10映画で5位となった。ナショナル・ボード・オブ・レビューの2023年の国際映画トップ5に含まれた。『AP通信』はこの映画を2023年のベスト映画一覧に加えた。この一覧に回答した批評家のうちリンゼイ・バーは6位、ジェイク・コイルは1位に選んだ。

### 受賞とノミネート
| 賞                                         | 発表日         | 部門                                 | 対象                                                                             | 結果       | 参照   |
| ------------------------------------------ | -------------- | ------------------------------------ | -------------------------------------------------------------------------------- | ---------- | ------ |
| アカデミー賞                               | 2024年3月10日  | 国際長編映画賞                       | 『枯れ葉』                                                                       | 最終選考   | [ 48 ] |
| カンヌ国際映画祭                           | 2023年5月27日  | パルム・ドール                       | アキ・カウリスマキ                                                               | ノミネート | [ 49 ] |
| カンヌ国際映画祭                           | 2023年5月27日  | 審査員賞                             | アキ・カウリスマキ                                                               | 受賞       | [ 50 ] |
| シドニー映画祭                             | 2023年6月18日  | 作品賞                               | 『枯れ葉』                                                                       | ノミネート | [ 51 ] |
| ミシュコルツ国際映画祭                     | 2023年9月9日   | アドルフ・ズコール賞                 | 『枯れ葉』                                                                       | 受賞       | [ 52 ] |
| シカゴ国際映画祭                           | 2023年10月22日 | ゴールド・ヒューゴ                   | 『枯れ葉』                                                                       | ノミネート | [ 53 ] |
| シカゴ国際映画祭                           | 2023年10月22日 | シルバー・ヒューゴ監督賞             | アキ・カウリスマキ                                                               | 受賞       | [ 54 ] |
| 英国インディペンデント映画賞               | 2023年12月3日  | 国際インディペンデント映画賞         | アキ・カウリスマキ、ミーシャ・ヤーリ、マーク・ルオフ、ラインハルト・ブルンディヒ | ノミネート | [ 55 ] |
| ナショナル・ボード・オブ・レビュー         | 2023年12月6日  | 国際映画トップ5                      | 『枯れ葉』                                                                       | 受賞       | [ 56 ] |
| ヨーロッパ映画賞                           | 2023年12月9日  | 作品賞                               | 『枯れ葉』                                                                       | ノミネート | [ 57 ] |
| ヨーロッパ映画賞                           | 2023年12月9日  | 監督賞                               | アキ・カウリスマキ                                                               | ノミネート | [ 57 ] |
| ヨーロッパ映画賞                           | 2023年12月9日  | 脚本賞                               | アキ・カウリスマキ                                                               | ノミネート | [ 57 ] |
| ヨーロッパ映画賞                           | 2023年12月9日  | 男優賞                               | ユッシ・ヴァタネン                                                               | ノミネート | [ 57 ] |
| ヨーロッパ映画賞                           | 2023年12月9日  | 女優賞                               | アルマ・ポウスティ                                                               | ノミネート | [ 57 ] |
| ヨーロッパ映画賞                           | 2024年3月      | 観客賞                               | 『枯れ葉』                                                                       | 未決定     | [ 58 ] |
| ワシントンD.C.映画批評家協会               | 2023年12月10日 | 外国語映画賞                         | 『枯れ葉』                                                                       | ノミネート | [ 59 ] |
| セントルイス映画批評家協会                 | 2023年12月17日 | 国際映画賞                           | 『枯れ葉』                                                                       | ノミネート | [ 60 ] |
| ダラス・フォートワース映画批評家協会       | 2023年12月18日 | 外国語映画賞                         | 『枯れ葉』                                                                       | 5位        | [ 61 ] |
| トロント映画批評家協会                     | 2023年12月17日 | 国際映画賞                           | 『枯れ葉』                                                                       | 受賞       | [ 62 ] |
| サンディエゴ映画批評家協会                 | 2023年12月19日 | 外国語映画賞                         | 『枯れ葉』                                                                       | ノミネート | [ 63 ] |
| ダブリン映画批評家協会                     | 2023年12月19日 | 脚本賞                               | アキ・カウリスマキ                                                               | 4位        | [ 64 ] |
| 女性映画ジャーナリスト同盟                 | 2024年1月3日   | 非英語映画賞                         | 『枯れ葉』                                                                       | ノミネート | [ 65 ] |
| 全米映画批評家協会                         | 2024年1月6日   | 非英語作品賞                         | 『枯れ葉』                                                                       | 受賞       | [ 66 ] |
| アストラ映画賞                             | 2024年1月6日   | 国際作品賞                           | 『枯れ葉』                                                                       | ノミネート | [ 67 ] |
| アストラ映画賞                             | 2024年1月6日   | 国際女優賞                           | アルマ・ポウスティ                                                               | ノミネート | [ 67 ] |
| ゴールデングローブ賞                       | 2024年1月7日   | 非英語映画賞                         | ミーシャ・ヤーリ、アキ・カウリスマキ、マーク・ルオフ                             | ノミネート | [ 68 ] |
| ゴールデングローブ賞                       | 2024年1月7日   | ミュージカル・コメディ映画主演女優賞 | アルマ・ポウスティ                                                               | ノミネート | [ 68 ] |
| サンフランシスコ・ベイエリア映画批評家協会 | 2024年1月9日   | 国際映画賞                           | 『枯れ葉』                                                                       | ノミネート | [ 69 ] |
| サテライト賞                               | 2024年3月3日   | コメディ・ミュージカル映画主演女優賞 | アルマ・ポウスティ                                                               | 未決定     | [ 70 ] |
| サテライト賞                               | 2024年3月3日   | 国際映画賞                           | 『枯れ葉』                                                                       | 未決定     | [ 70 ] |
| Filmarks Awards                            | 2024年12月26日 | 外国映画ミニシアター部門 最優秀賞    | 『枯れ葉』                                                                       | 受賞       | [ 71 ] |